# 猿投町
猿投町（さなげちょう）は、かつて愛知県西加茂郡にあった町。現在の豊田市の一部である。

## 地理

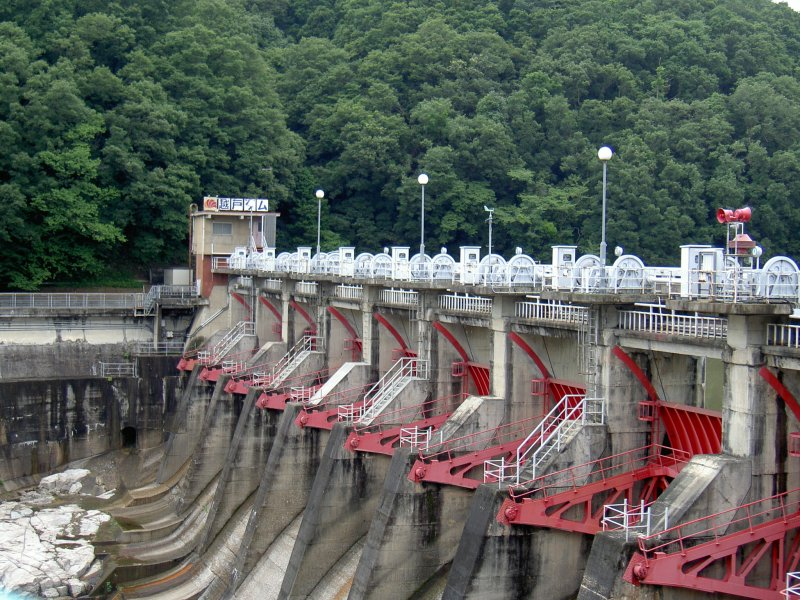
矢作川の越戸ダム

岡崎平野の北端に位置し、また三河高原の北西端に位置する。猿投町のほぼ中央を矢作川が流れ、矢作川の支流が沖積低地を形成している。沖積低地の周囲には丘陵地がある。沖積低地は水田に利用され、丘陵地は畑地として利用される。古くからの集落は、丘陵地上または、丘陵地と沖積低地の接触部に立地している。越戸には景勝地の勘八峡があり、1927年（昭和2年）には『新愛知新聞』によって「愛知新十名所」の第6位に選出された。猿投山は愛知高原国定公園に含まれている。

### 河川
- 矢作川 - 西三河地方最大の河川。猿投町内流路長14.0 km。猿投町内流域面積107.8 km2。
  - 伊保川 - 矢作川の支流。猿投町内流路長10.0 km。猿投町内流域面積31.5 km2。
  - 籠川 - 矢作川の支流。猿投町内流路長7.5 km。猿投町内流域面積23.5 km2。
  - 力石川 - 矢作川の支流。猿投町内流路長6.0 km。猿投町内流域面積9.3 km2。
  - 御船川 - 矢作川の支流。猿投町内流路長2.2 km。猿投町内流域面積5.0 km2。

矢作川は猿投町に水力発電所の越戸発電所を有する。御船川にはかつて水力発電所の御船発電所があった。かつて矢作川の百々以南では帆船が運航され、百々より上流では筏流しが行われていた。高度経済成長期には矢作川の猿投町域において、手掘りやポンプ船による砂の採取が行われた。矢作川やその支流からは農業用水が取水される。

### 山岳
- 猿投山 - 標高629m。

猿投町の面積の66%は山林である。猿投町は猿投山の南麓に位置し、最高標高地点は629mの猿投山山頂、最低標高地点は20mの荒井だった。猿投山の山麓には古墳も多く、式内社であり三河国三宮である猿投神社が鎮座している。猿投町は西三河地方ではもっとも早くに開けた地域である。御船・山ノ神・西枝下などに鉱山（耐火粘土・珪砂）があり、高度経済成長期には埋蔵量の減少によって廃坑となった鉱山が目立った。

## 歴史
江戸時代末期、この地域は尾張藩領、吉田藩領、西尾藩領、天領、旗本領、寺社領などであった。
豊田市となった後の1975年（昭和50年）に入居・分譲が開始された保見団地は、西三河地方最大の住宅団地であり、日本住宅公団（後のUR都市機構）・愛知県・名古屋鉄道の3者によって建設された。

### 年表
- 古代 - 猿投神社が創建される。

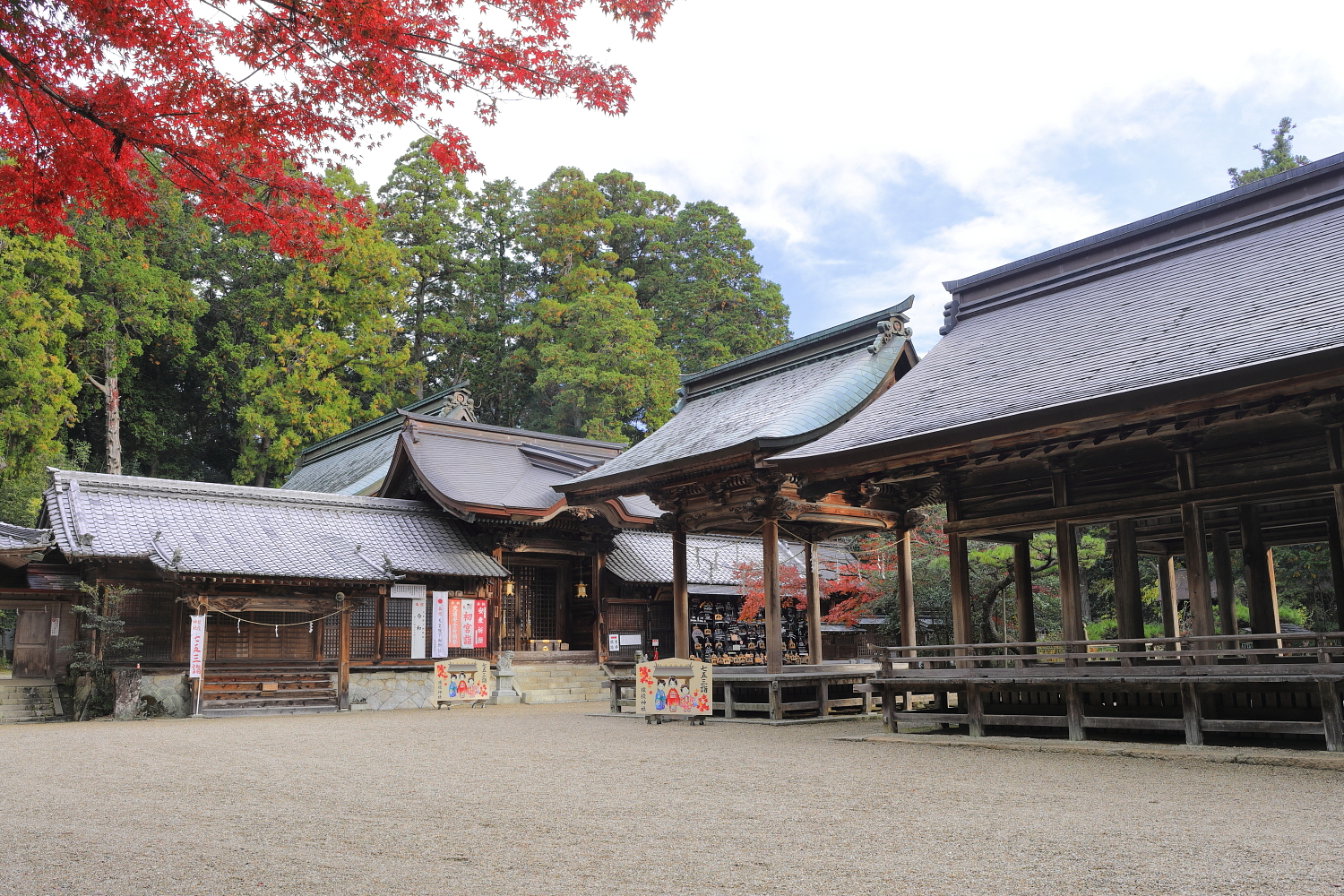
猿投神社

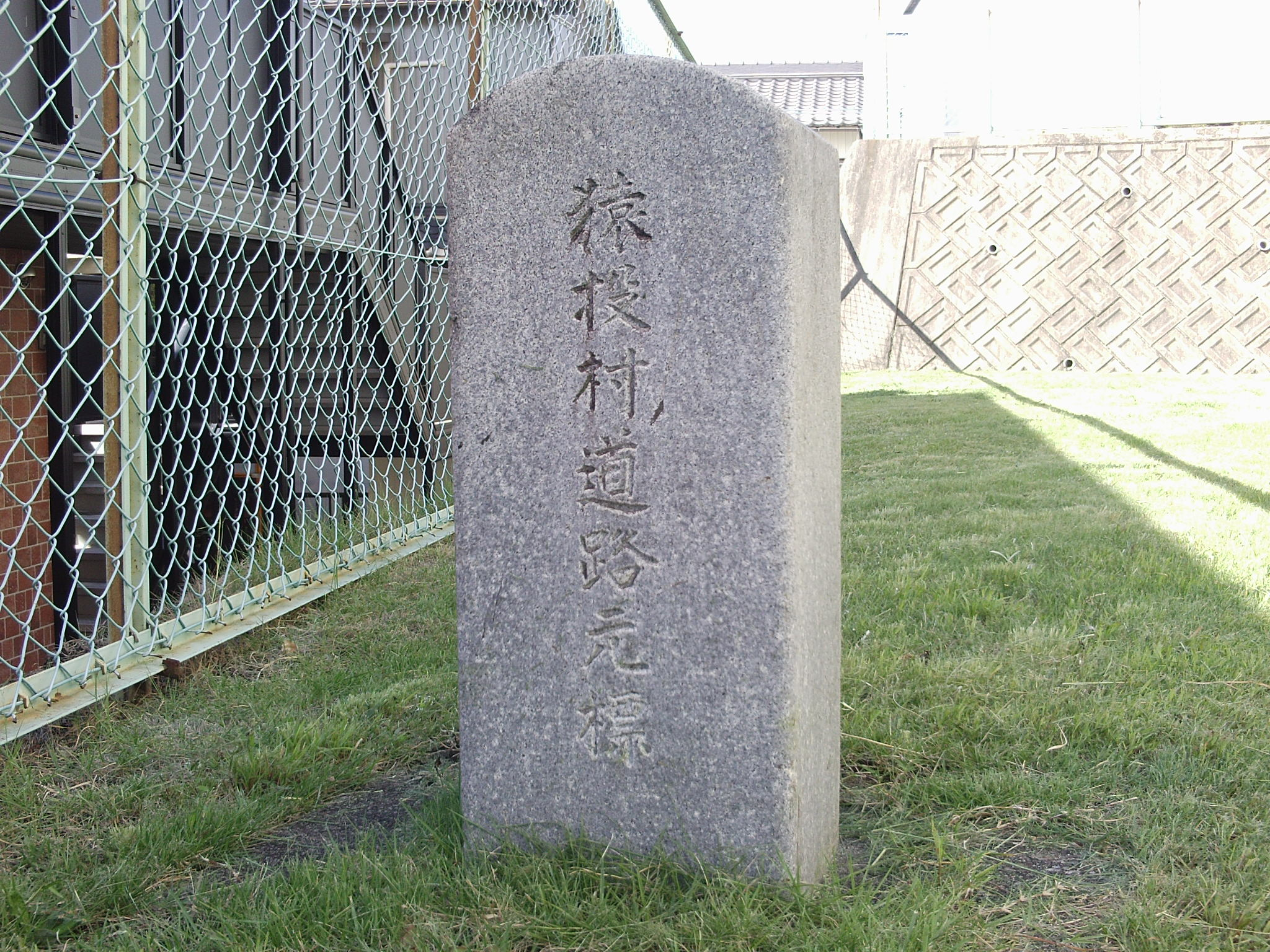
猿投村道路元標

- 1878年（明治11年） - 加茂郡が東加茂郡と西加茂郡に分離される。
- 1882年（明治15年） - 矢作川に飯田街道の平戸橋が架橋される[5]。
- 1889年（明治22年）10月1日 -
  - 舞木村、乙部村、亀首村、猿投村、加納村、本徳村が合併し、広沢村となる。
  - 越戸村、花本村、荒井村、四郷村、御船村が合併し、上郷村となる。
  - 西枝下村、西広瀬村、松峯村、押沢村、藤沢村、富田村、上川口村、下川口村、御作村が合併し、富貴下村となる。
- 1897年（明治30年）頃 - 平戸橋と名古屋を結ぶ乗合馬車が開通する[5]。
- 1906年（明治39年）7月1日 - 広沢村、上郷村、および富貴下村の一部[注 1] が合併し、猿投村となる。
- 1906年（明治39年） - 西加茂郡立農学校が設立される[5]。
- 1922年（大正11年） - 三河鉄道が越戸駅まで開業する[5]。
- 1924年（大正13年） - 三河鉄道が猿投駅まで延伸される[5]。
- 1928年（昭和3年） - 三河鉄道が西中金駅まで延伸される[5]。
- 1929年（昭和4年） - 越戸発電所が完成する[5]。
- 1953年（昭和28年）4月1日 - 猿投村が町制施行して猿投町となる[4]。人口は約11,000人であり、西加茂郡では挙母町に次ぐ規模[6]。
- 1955年（昭和30年）3月1日 - 町村合併促進法の施策に沿って保見村と石野村を編入[4][6]。
- 1959年（昭和34年）9月26日 - 伊勢湾台風では猿投町で死者9人・全壊389戸・半壊208戸の被害を受ける[5]。
- 1962年（昭和37年）11月19日 - 全日空の訓練機が勘八峡近くに墜落して教官と訓練生4人が死亡する全日空バイカウント機墜落事故が起こる[7]。
- 1966年（昭和41年）
  - 4月 - 愛知工業大学が開学する[5]。
  - 12月15日 - 保育士や幼稚園児など死者11人を出す猿投ダンプ事故が起こる[5]。事故後には現場に歩道や歩道橋が設置され、また1967年（昭和42年）に法律として「土砂等を運搬する大型自動車による交通事故の防止等に関する特別措置法」（ダンプ規制法）が制定される要因にもなった。

- 1967年（昭和42年）4月1日 - 猿投町が豊田市へ編入される[4][8]。編入直前の1967年3月1日時点の人口は22,983人[9]。

## 教育

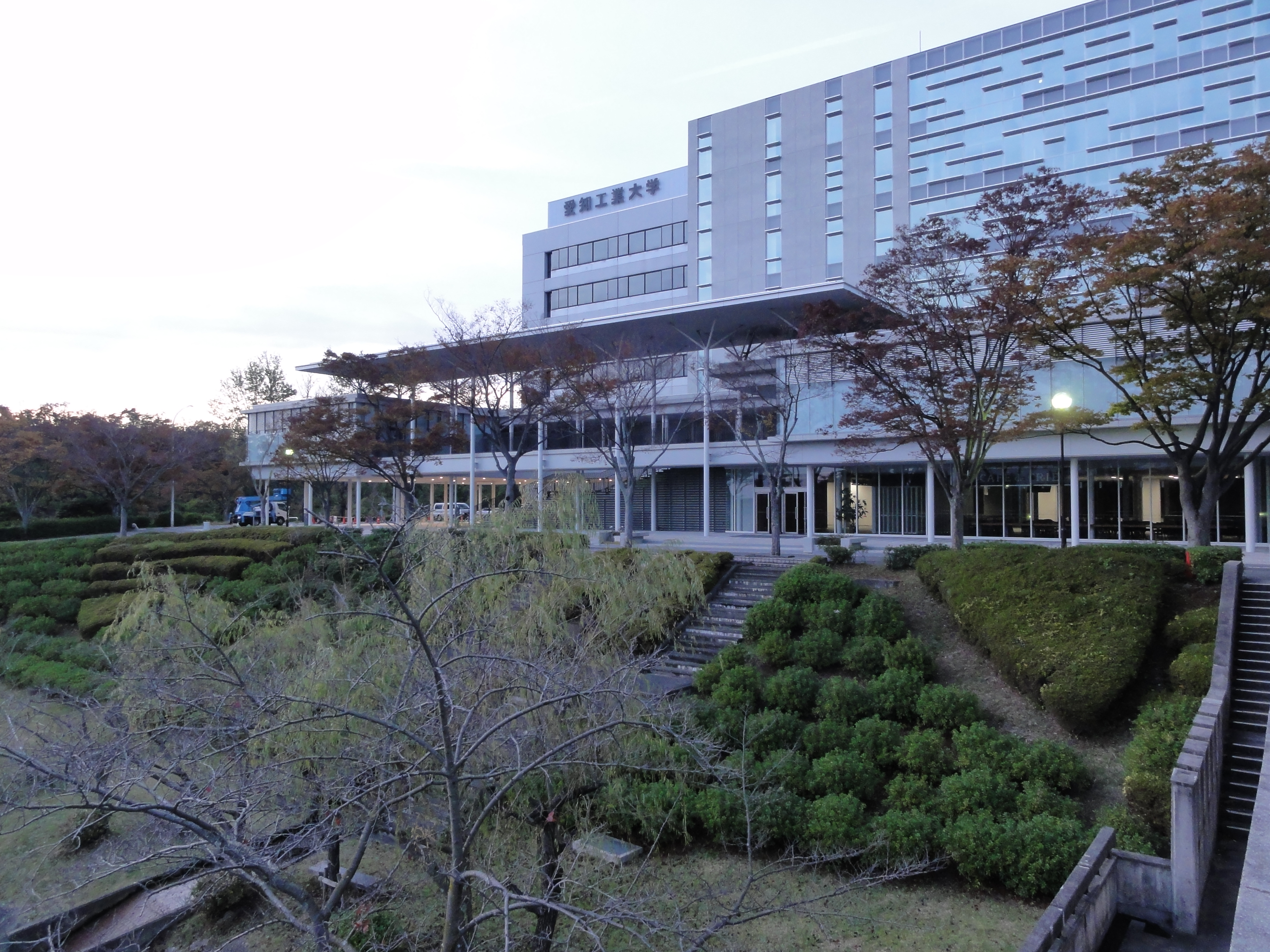
愛知工業大学八草キャンパス

猿投町が豊田市に編入された後、中京大学豊田キャンパスが立地し、また愛知県立豊田高等学校、杜若高等学校、豊田大谷高等学校、南山国際中学校・高等学校が開校した。

### 大学
- 愛知工業大学八草キャンパス - 1966年に開学。

### 高校
- 愛知県立猿投農林高等学校 - 1906年に西加茂郡立農学校として開校。

### 中学校
- 猿投町立西部中学校 - 1947年に保見村立保見中学校として開校[10][11]。
- 猿投町立北部中学校 - 1947年に猿投村立猿投北部中学校として開校[10][11]。
- 猿投町立南部中学校 - 1947年に猿投村立猿投南部中学校として開校[10][11]。
- 猿投町立東部中学校 - 1947年に石野村立石野中学校として開校[10][11]。

### 小学校
- 猿投町立伊保小学校 - 旧・保見第一尋常小学校[11]。
- 猿投町立大畑小学校 - 旧・保見第二尋常小学校[11]。
- 猿投町立加納小学校 - 旧・猿投第一尋常小学校[11]。
- 猿投町立青木小学校 - 旧・猿投第一尋常小学校[11]。
- 猿投町立西広瀬小学校 - 旧・猿投第三尋常小学校[11]。
- 猿投町立東広瀬小学校 - 旧・石野第一尋常小学校[11]。
- 猿投町立中金小学校 - 旧・石野第二尋常小学校[11]。
- 猿投町立上鷹見小学校 - 旧・石野第三尋常小学校[11]。
- 猿投町立藤沢小学校 - 旧・石野第四尋常小学校[11]。

## 交通

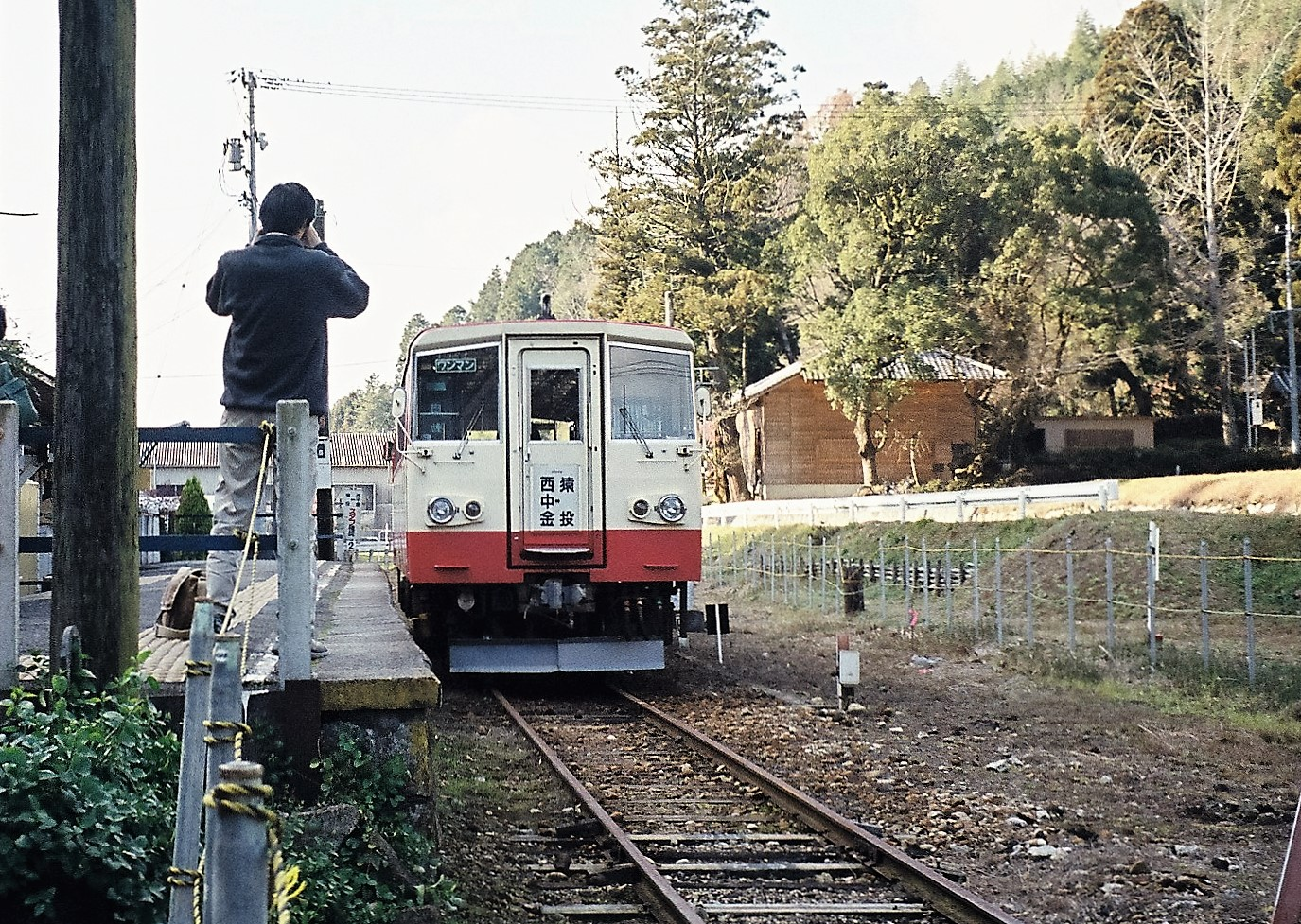
名鉄三河線西中金駅

南は自動車工業が盛んな豊田市と、北西は窯業が盛んな瀬戸市と接しており、豊田市と瀬戸市を結ぶバスは猿投町内を通過していた。愛知県名古屋市と長野県飯田市、また愛知県岡崎市/豊田市と愛知県瀬戸市/岐阜県恵那郡明智町を結ぶ街道上に位置しており、特に中馬街道と呼ばれる前者は近世までにぎわいを見せていた。

### 鉄道
猿投町が豊田市に編入された後、当地には名鉄豊田線（上豊田駅・浄水駅）、愛知環状鉄道線（四郷駅・貝津駅・保見駅・篠原駅・八草駅）、愛知高速交通東部丘陵線（陶磁資料館南駅・八草駅）が開業している。
- 名鉄三河線[注 3]
  - 西中金駅・三河広瀬駅・枝下駅・三河御船駅・猿投駅・平戸橋駅・越戸駅

## 文化
- 猿投まつり - 猿投神社の例祭。毎年10月の第2日曜日とその前日に開催[12]。
- 猿投棒の手 - 郷土芸能。愛知県指定無形民俗文化財[12]。
- 猿投劇場 - 猿投町にあった映画館。昭和30年代の映画黄金期、猿投町には映画館の猿投劇場と上伊保劇場があった。なお、1960年（昭和35年）の豊田市には、挙母劇場、昭和劇場、アート座の3館の映画館があった[注 4]。
- 上伊保劇場 - 猿投町にあった映画館。

## 名所・旧跡・観光スポット

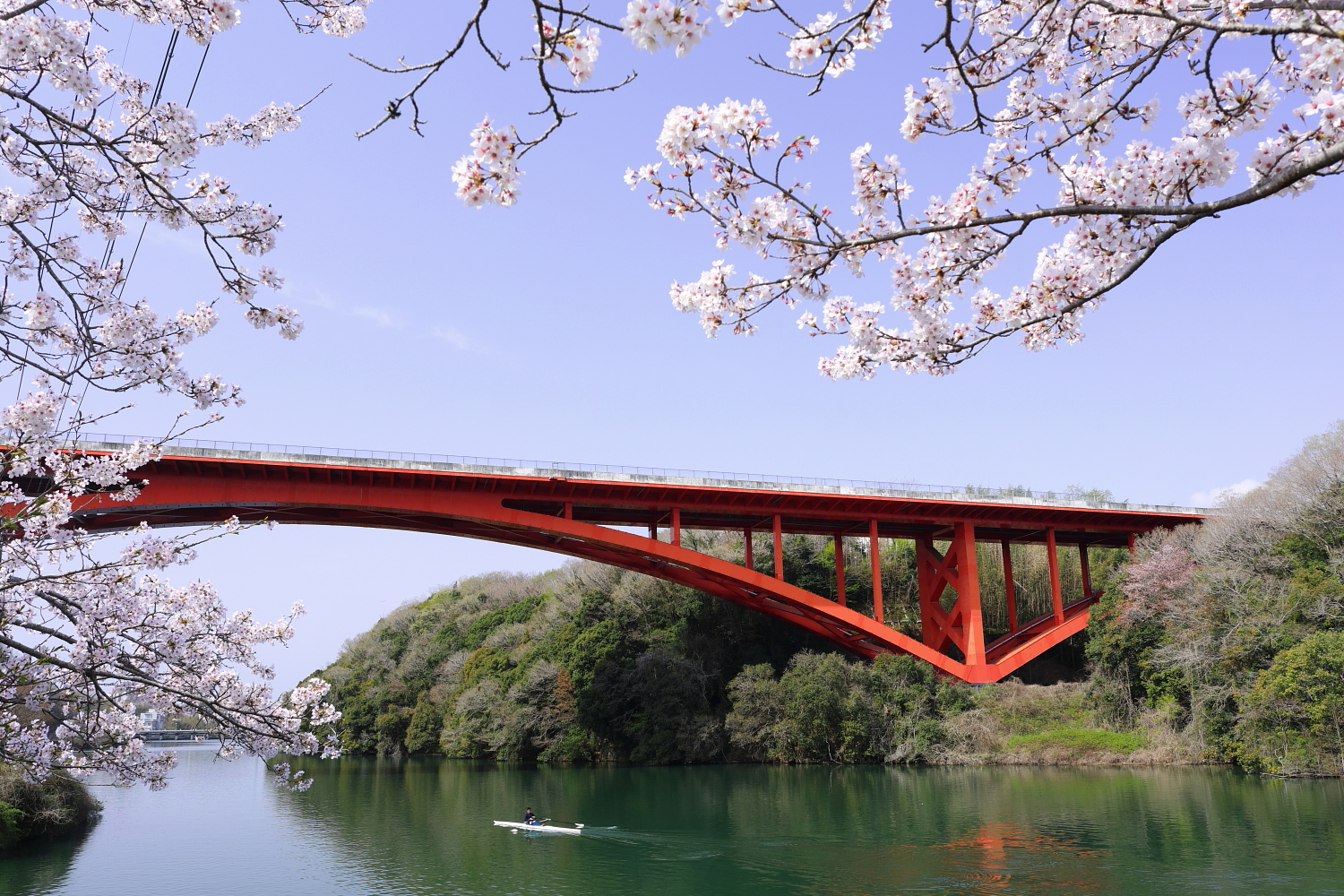
勘八峡

- 猿投神社 - 猿投山麓にある神社。式内社、三河国三宮。
- 兵主神社 - 荒井にある神社。
- 灰宝神社 - 越戸にある神社。
- 野神社 - 野口にある神社。
- 広澤神社 - 猿投にある神社。
- 射穂神社 - 上伊保にある神社。
- 八柱神社 - 国附にある神社。
- 永沢寺 - 篠原にある曹洞宗の寺院。
- 永福寺 - 上伊保にある黄檗宗の寺院。
- 弘誓院 - 加納にある浄土宗の寺院。岡崎市にある大樹寺の末寺。法然三河二十五霊場19番札所。
- 如意寺 - 力石にある真宗大谷派の寺院。本堂は登録有形文化財。
- 千鳥寺 - 千鳥にある曹洞宗の寺院。
- 広済寺 - 広瀬にある曹洞宗の寺院。児島高徳の創建とされ、広瀬城主である三宅氏の菩提寺。
- 恩真寺 - 元山中にある曹洞宗の寺院。鈴木正三の墓所がある。
- 猿投山 - 標高629mの山。
- 勘八峡 - 景勝地。
- さなげカントリークラブ - 18ホールのゴルフコース。
- 東名古屋カントリークラブ - 36ホールのゴルフコース。
- 三好カントリー倶楽部 - 36ホールのゴルフコース。猿投町と三好町にまたがる。

## 出身者
- 月山左一郎 - 教育者。
- 浦野錠平 - 政治家。猿投村長。西加茂郡会議員（1891-1900）。愛知県会議員（1892-1898）。衆議院議員（1898-1902）。
- 本多松三郎 - 実業家・政治家。愛知県会議員。西加茂郡立農学校の創立に寄与。
- 大岩勇夫 - 弁護士・政治家。愛知県会議員。名古屋市会議員。衆議院議員（1915-1917）。名古屋市長（1927-1938）。
- 清水鎮平 - 政治家。石野村長。矢作川の鎮平橋に名を残す。
- 梅村源次郎 - 政治家。西加茂郡会議員。矢作川の広梅橋の脇に梅村源次郎翁頌徳碑がある。
- 大岩鉄雄 - 政治家。猿投村長。
- 前田栄次郎 - 実業家。貸別荘である前田郷の創業者。郷里に観光施設として前田公園を建設。
- 岡本実太郎 - 官僚・弁護士・政治家。衆議院議員（1924-1946）。
- 浦野謙朗 - 政治家。猿投村長。愛知県会議員。衆議院議員（1924-1928）。尾三バスの設立に寄与。
- 本多鋼治 - 実業家・政治家。愛知県会議員。衆議院議員（1942-1945）。文芸評論家の本多秋五や陶芸研究家の本多静雄は弟。